# Larroque-Saint-Sernin
Pour les articles homonymes, voir Larroque.
Larroque-Saint-Sernin (La Ròca Sent Sarnin en gascon) est une commune française située dans le centre du département du Gers en région Occitanie. Sur le plan historique et culturel, la commune est dans le Pays de Gaure, un territoire au cœur de la Gascogne caractérisé par ses champs céréaliers et d'oléagineux, entrecoupés de maigres bois et prairies.
Exposée à un climat océanique altéré, elle est drainée par l'Auloue et par divers autres petits cours d'eau.
Larroque-Saint-Sernin est une commune rurale qui compte 161 habitants en 2022, après avoir connu un pic de population de 686 habitants en 1861.  Ses habitants sont appelés les Larroquois ou  Larroquoises.

## Géographie

### Localisation
Larroque-Saint-Sernin est une commune de Gascogne située en Ténarèze, au nord-est de Castéra-Verduzan.

### Communes limitrophes
Les communes limitrophes sont  Ayguetinte, Castéra-Verduzan, Cézan, La Sauvetat, Réjaumont et Saint-Puy.
|            | Saint-Puy             | La Sauvetat |
| Ayguetinte | Larroque-Saint-Sernin | Réjaumont   |
|            | Castéra-Verduzan      | Cézan       |

### Géologie et relief
Larroque-Saint-Sernin se situe en zone de sismicité 1 (sismicité très faible).

### Hydrographie

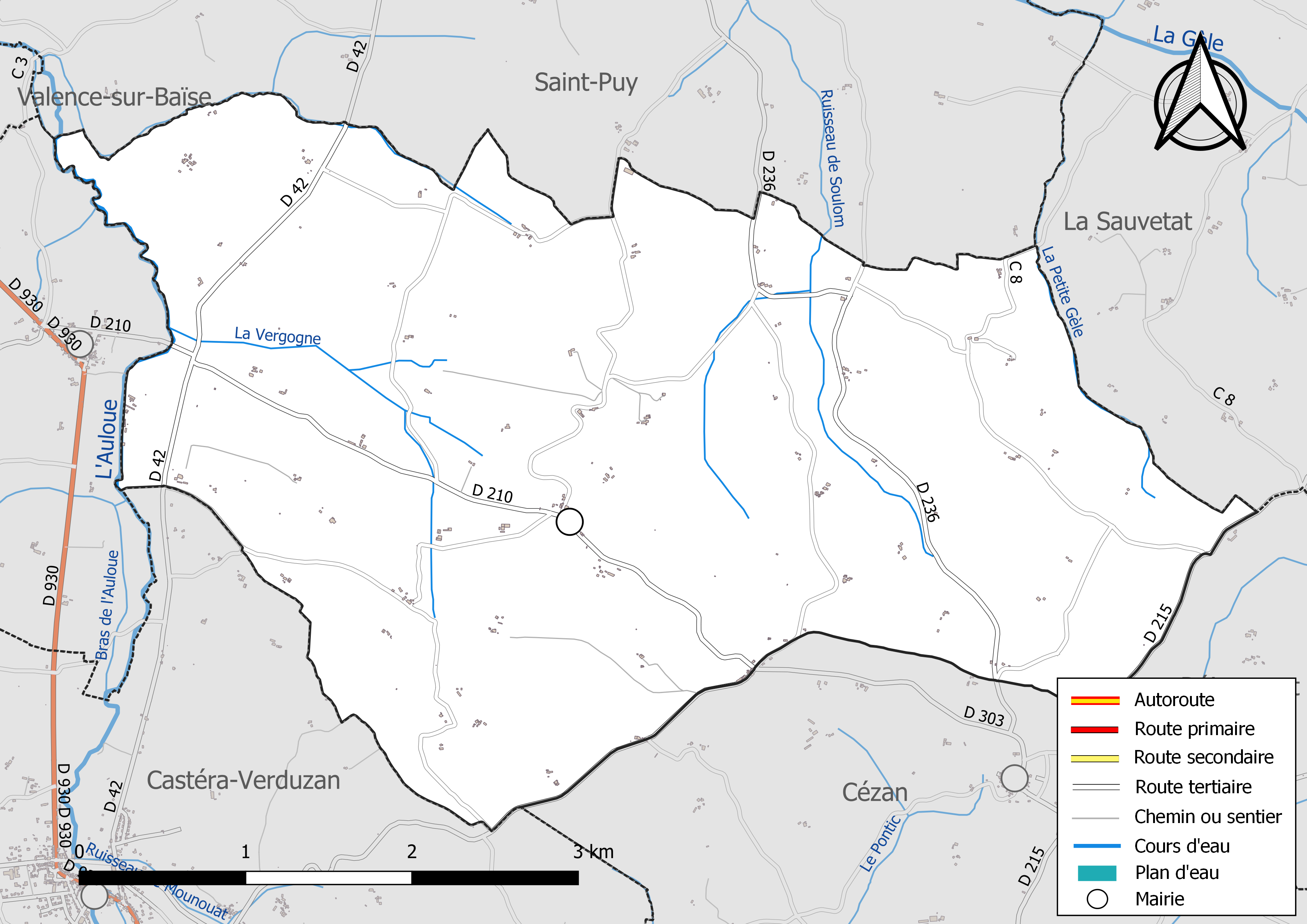
Réseaux hydrographique et routier de Larroque-Saint-Sernin.

La commune est dans le bassin de la Garonne, au sein du bassin hydrographique Adour-Garonne. Elle est drainée par l'Auloue, la Petite Gèle, la Vergogne, le ruisseau de Soulom et par divers petits cours d'eau, qui constituent un réseau hydrographique de 12 km de longueur totale,.
L'Auloue, d'une longueur totale de 45,4 km, prend sa source dans la commune de L'Isle-de-Noé et s'écoule vers le nord. Il traverse la commune et se jette dans la Baïse à Valence-sur-Baïse, après avoir traversé 16 communes.

### Climat
Pour des articles plus généraux, voir Climat de l'Occitanie et Climat du Gers.
En 2010, le climat de la commune est de type climat du Bassin du Sud-Ouest, selon une étude s'appuyant sur une série de données couvrant la période 1971-2000. En 2020, Météo-France publie une typologie des climats de la France métropolitaine dans laquelle la commune est exposée à un climat océanique altéré et est dans la région climatique Aquitaine, Gascogne, caractérisée par une pluviométrie abondante au printemps, modérée en automne, un faible ensoleillement au printemps, un été chaud (19,5 °C), des vents faibles, des brouillards fréquents en automne et en hiver et des orages fréquents en été (15 à 20 jours).
Pour la période 1971-2000, la température annuelle moyenne est de 13,2 °C, avec une amplitude thermique annuelle de 15,3 °C. Le cumul annuel moyen de précipitations est de 765 mm, avec 9,5 jours de précipitations en janvier et 6,2 jours en juillet. Pour la période 1991-2020, la température moyenne annuelle observée sur la station météorologique la plus proche, située sur la commune de Beaucaire à 7 km à vol d'oiseau, est de 13,8 °C et le cumul annuel moyen de précipitations est de 775,9 mm,. Pour l'avenir, les paramètres climatiques de la commune estimés pour 2050 selon différents scénarios d'émission de gaz à effet de serre sont consultables sur un site dédié publié par Météo-France en novembre 2022.

### Milieux naturels et biodiversité
Aucun espace naturel présentant un intérêt patrimonial n'est recensé sur la commune dans l'inventaire national du patrimoine naturel,,.

## Urbanisme

### Typologie
Au 1er janvier 2024, Larroque-Saint-Sernin est catégorisée commune rurale à habitat très dispersé, selon la nouvelle grille communale de densité à sept niveaux définie par l'Insee en 2022.
Elle est située hors unité urbaine et hors attraction des villes,.

### Occupation des sols
L'occupation des sols de la commune, telle qu'elle ressort de la base de données européenne d’occupation biophysique des sols Corine Land Cover (CLC), est marquée par l'importance des territoires agricoles (100 % en 2018), une proportion identique à celle de 1990 (100 %). La répartition détaillée en 2018 est la suivante : 
terres arables (77,6 %), zones agricoles hétérogènes (14,4 %), prairies (8 %). L'évolution de l’occupation des sols de la commune et de ses infrastructures peut être observée sur les différentes représentations cartographiques du territoire : la carte de Cassini (XVIIIe siècle), la carte d'état-major (1820-1866) et les cartes ou photos aériennes de l'IGN pour la période actuelle (1950 à aujourd'hui).

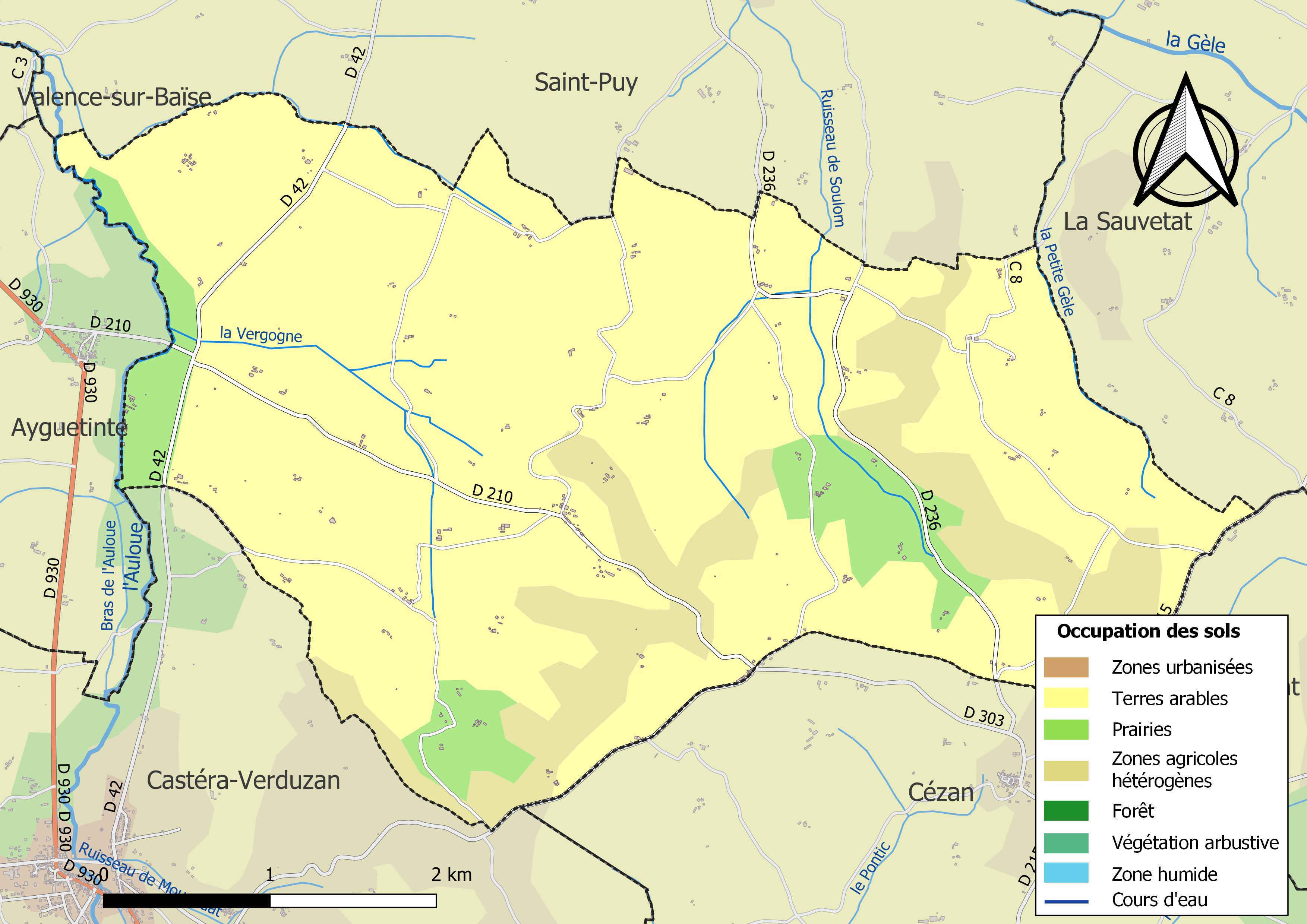
Carte des infrastructures et de l'occupation des sols de la commune en 2018 (CLC).
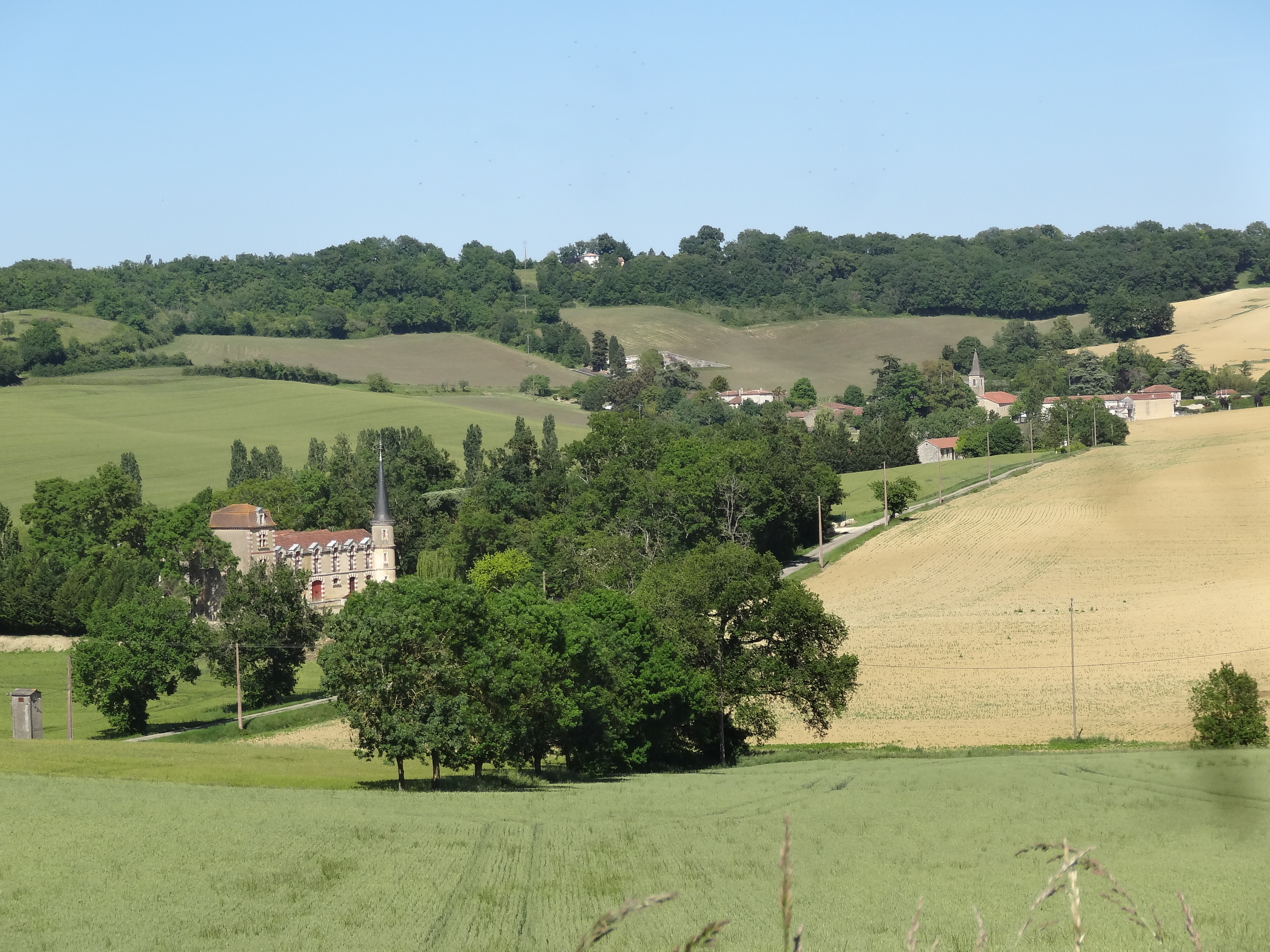
Le château de Macary au premier plan et le village en arrière-plan.

### Voies de communication et transports

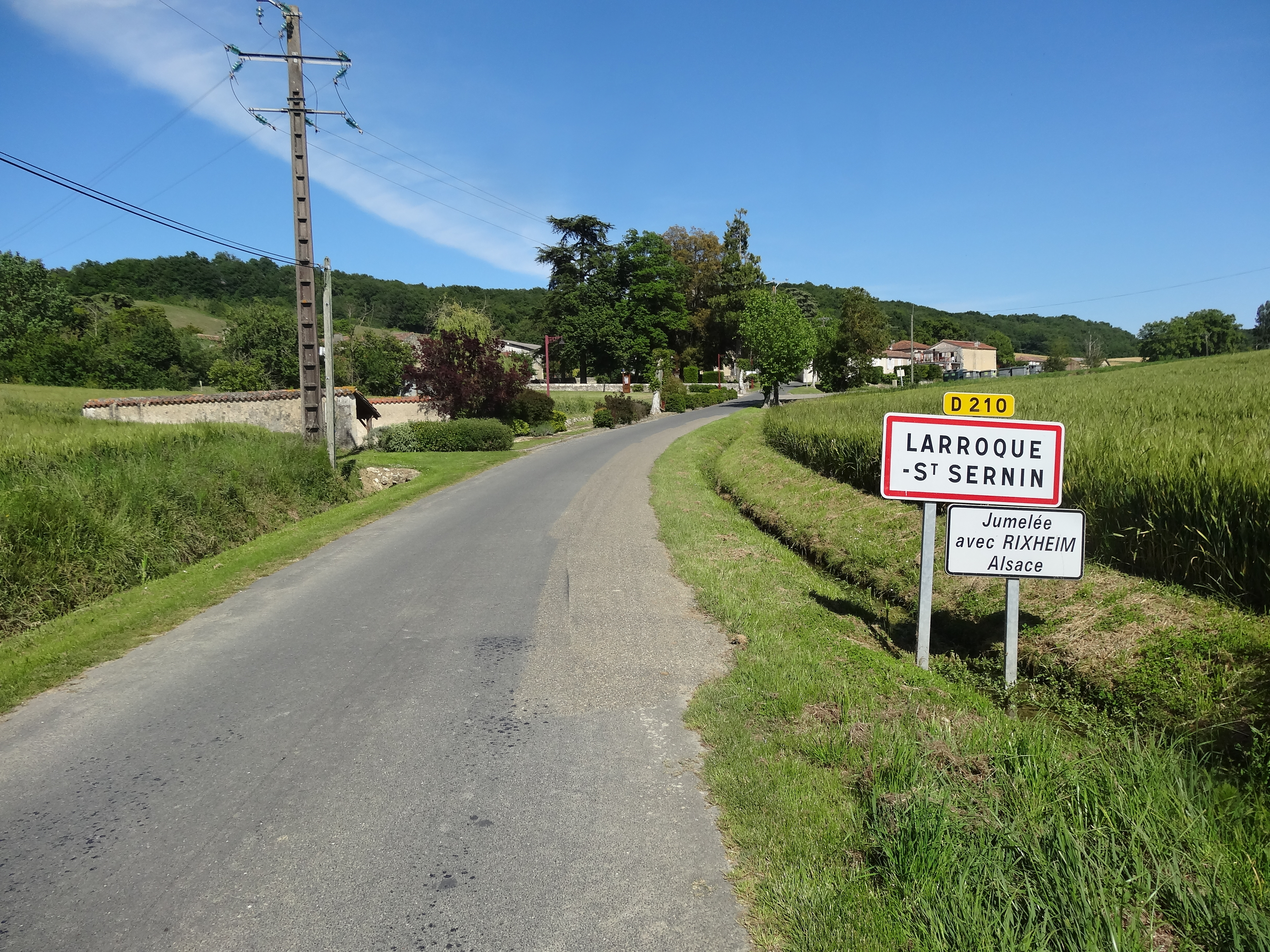
Entrée ouest du village.

### Risques majeurs
Le territoire de la commune de Larroque-Saint-Sernin est vulnérable à différents aléas naturels : météorologiques (tempête, orage, neige, grand froid, canicule ou sécheresse) et séisme (sismicité très faible). Un site publié par le BRGM permet d'évaluer simplement et rapidement les risques d'un bien localisé soit par son adresse soit par le numéro de sa parcelle.

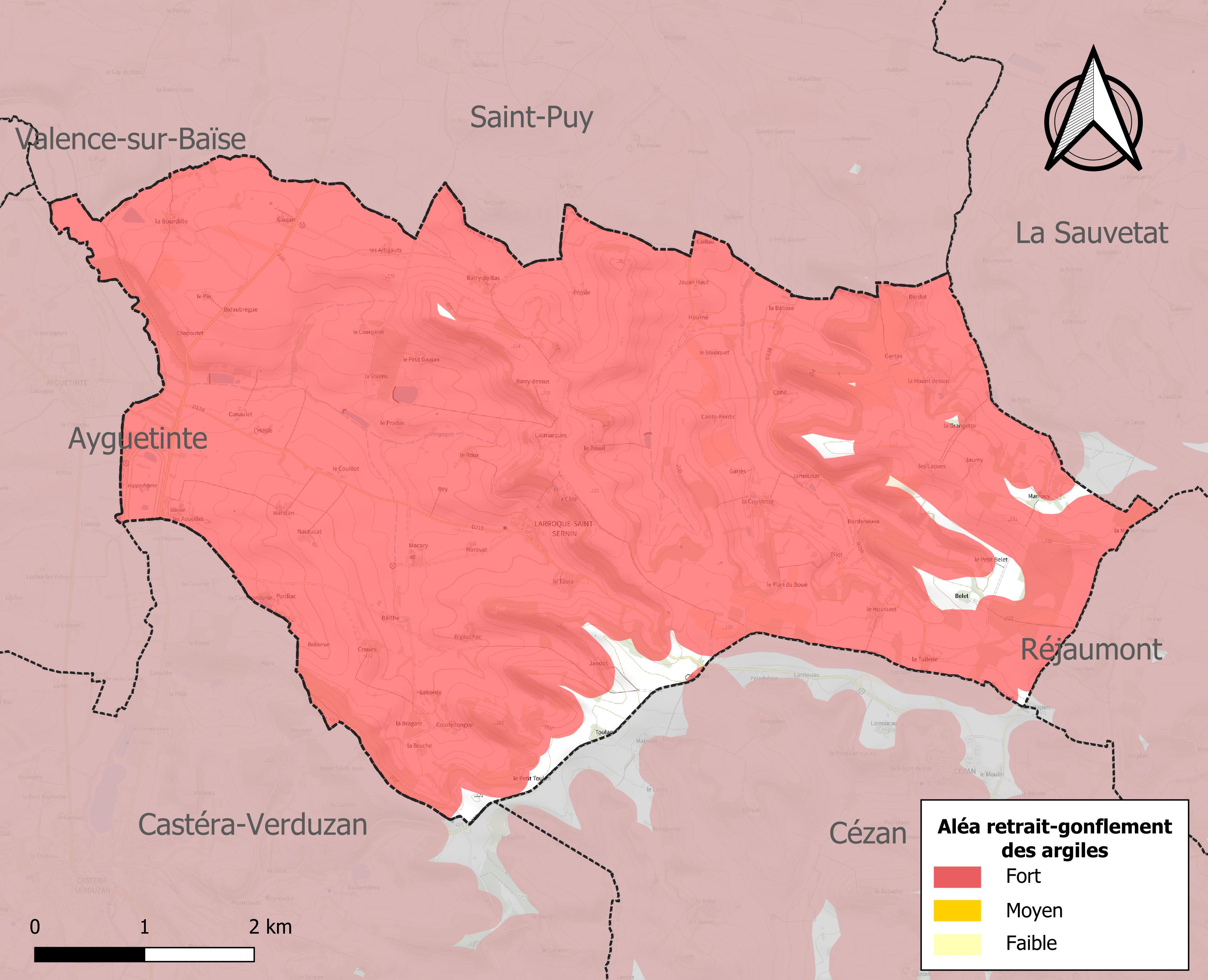
Carte des zones d'aléa retrait-gonflement des sols argileux de Larroque-Saint-Sernin.

Le retrait-gonflement des sols argileux est susceptible d'engendrer des dommages importants aux bâtiments en cas d’alternance de périodes de sécheresse et de pluie. 96,5 % de la superficie communale est en aléa moyen ou fort (94,5 % au niveau départemental et 48,5 % au niveau national). Sur les 120 bâtiments dénombrés sur la commune en 2019, 115 sont en aléa moyen ou fort, soit 96 %, à comparer aux 93 % au niveau départemental et 54 % au niveau national. Une cartographie de l'exposition du territoire national au retrait gonflement des sols argileux est disponible sur le site du BRGM,.
Par ailleurs, afin de mieux appréhender le risque d’affaissement de terrain, l'inventaire national des cavités souterraines permet de localiser celles situées sur la commune.
La commune a été reconnue en état de catastrophe naturelle au titre des dommages causés par les inondations et coulées de boue survenues en 1999, 2009 et 2018. Concernant les mouvements de terrains, la commune a été reconnue en état de catastrophe naturelle au titre des dommages causés par la sécheresse en 1989, 1991, 1998 et 2003 et par des mouvements de terrain en 1999.

### Manifestations culturelles et festivités

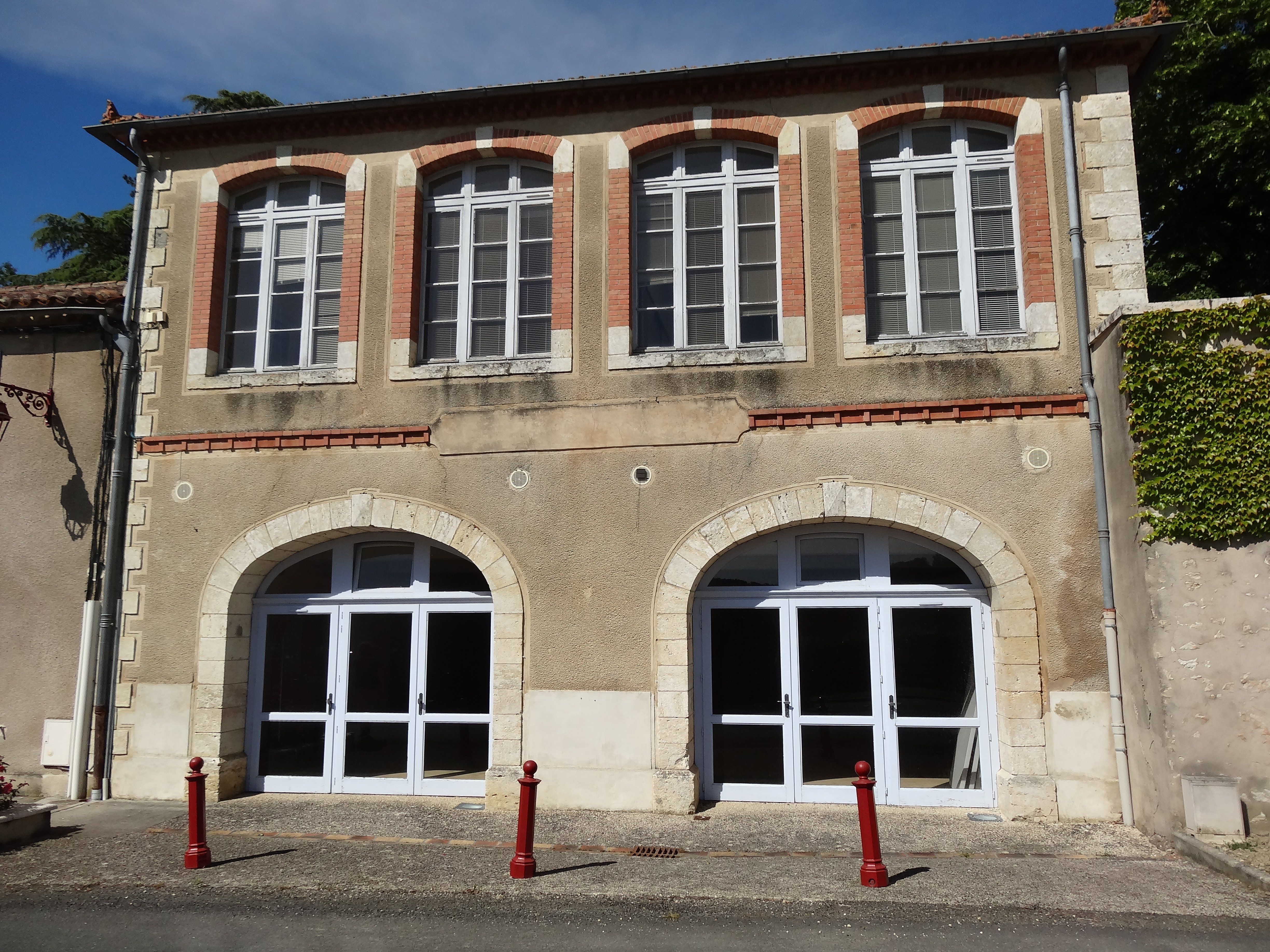
La salle des fêtes.

## Politique et administration

### Liste des maires

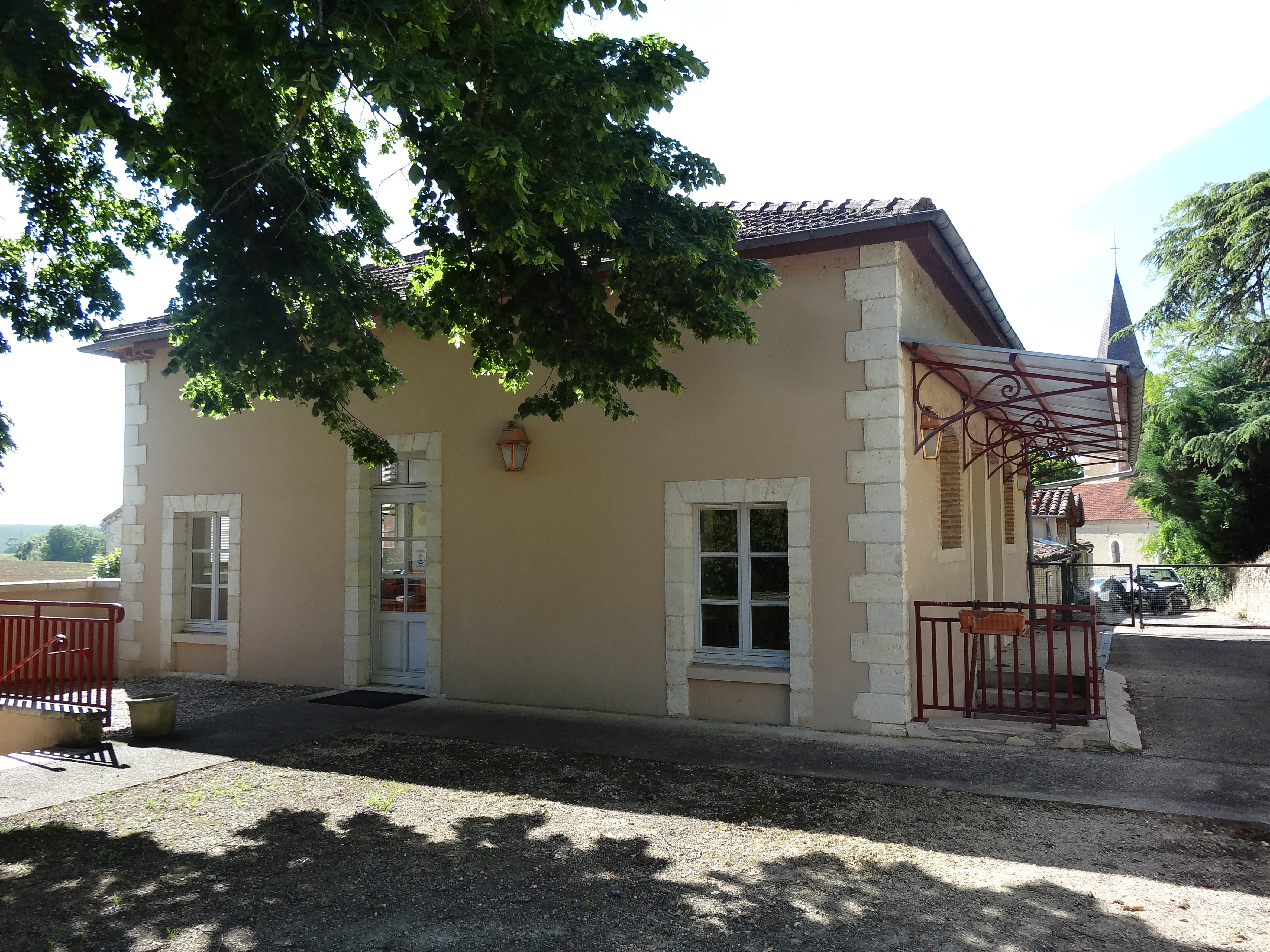
La mairie.

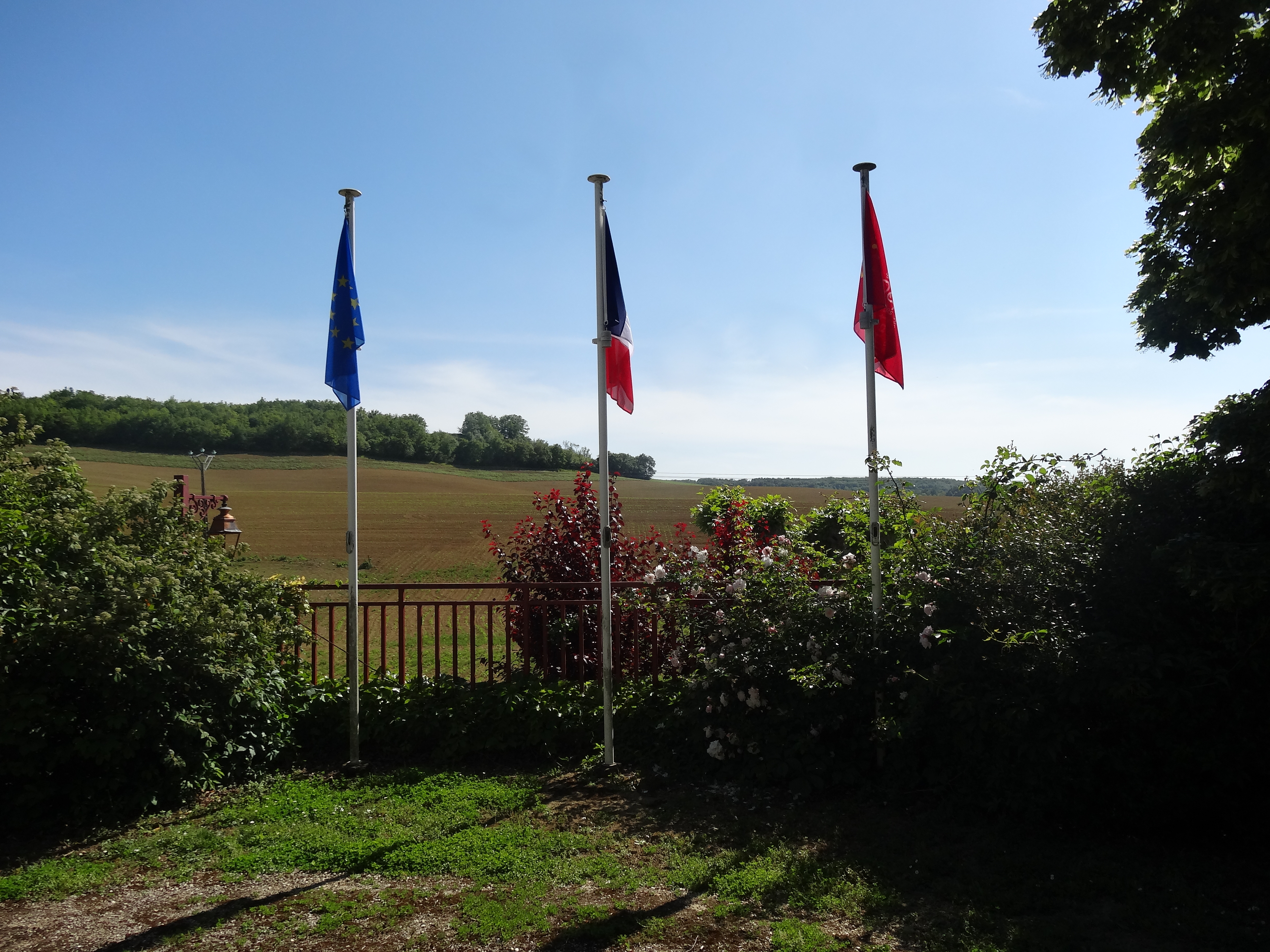
Les drapeaux.

| Période                                  | Période                  | Identité                 | Étiquette | Qualité           |
| ---------------------------------------- | ------------------------ | ------------------------ | --------- | ----------------- |
| 02-02-1852                               | 04-08-1852               | Jean Anne Deseat         |           |                   |
| 04-08-1852                               | 04-05-1855               | Jean Marie Victor Macary |           |                   |
| 04-05-1855                               | 10-09-1866               | Joseph Charroy           |           |                   |
| 10-09-1866                               | 05-04-1867               | Joseph Lezian            |           |                   |
| 05-04-1867                               | 19-08-1870               | Hector Macary            |           |                   |
| 19-08-1870                               | 02-10-1870               | Victor Ache              |           |                   |
| 02-10-1870                               | 15-05-1871               | Alexandre Philip         |           |                   |
| 15-05-1871                               | 13-01-1881               | Hector Macary            |           |                   |
| 13-01-1881                               | 18-05-1884               | Jean Alexandre Philip    |           |                   |
| 18-05-1884                               | 15-05-1892               | Jean Aubin Gay           |           |                   |
| 15-05-1892                               | 22-12-1895               | Baptiste Duffour         |           |                   |
| 22-12-1895                               | 01-07-1906               | Alexandre Philip         |           |                   |
| 01-07-1906                               | 10-12-1919               | Michel Espiau            |           |                   |
| 10-12-1919                               | 21-11-1925               | Emile Capuron            |           |                   |
| 21-11-1925                               | 27-03-1942               | Albert Duffour           |           |                   |
| 27-03-1942                               | 24-12-1944               | Marcel Bourrousse        |           |                   |
| 24-12-1944                               | 21-04-1947               | Constant Peyracave       |           |                   |
| septembre 1947                           | mars 1983                | Frédéric Duffour         | PCF       |                   |
| mars 1983                                | juin 1995                | René Bourguignon         | PS        |                   |
| juin 1995                                | mars 2001                | Jean Martin              |           |                   |
| mars 2001                                | 2014                     | Jean-François Sopéna     |           |                   |
| mars 2014                                | février 2015 (démission) | Jean Martin              |           |                   |
| mars 2015                                | En cours                 | Jean Rodriguez           | DVG       | Chef d'entreprise |
| Les données manquantes sont à compléter. |                          |                          |           |                   |

## Population et société

### Démographie
| 1851 | 1856 | 1861 | 1866 | 1872 | 1876 | 1881 | 1886 | 1891 |
| ---- | ---- | ---- | ---- | ---- | ---- | ---- | ---- | ---- |
| 665  | 644  | 686  | 662  | 636  | 595  | 606  | 613  | 557  |

| 1896 | 1901 | 1906 | 1911 | 1921 | 1926 | 1931 | 1936 | 1946 |
| ---- | ---- | ---- | ---- | ---- | ---- | ---- | ---- | ---- |
| 506  | 475  | 466  | 472  | 436  | 431  | 443  | 432  | 383  |

| 1954 | 1962 | 1968 | 1975 | 1982 | 1990 | 1999 | 2006 | 2011 |
| ---- | ---- | ---- | ---- | ---- | ---- | ---- | ---- | ---- |
| 367  | 289  | 252  | 200  | 197  | 178  | 183  | 166  | 166  |

| 2016 | 2021 | 2022 | - | - | - | - | - | - |
| ---- | ---- | ---- | - | - | - | - | - | - |
| 168  | 162  | 161  | - | - | - | - | - | - |

### Sports

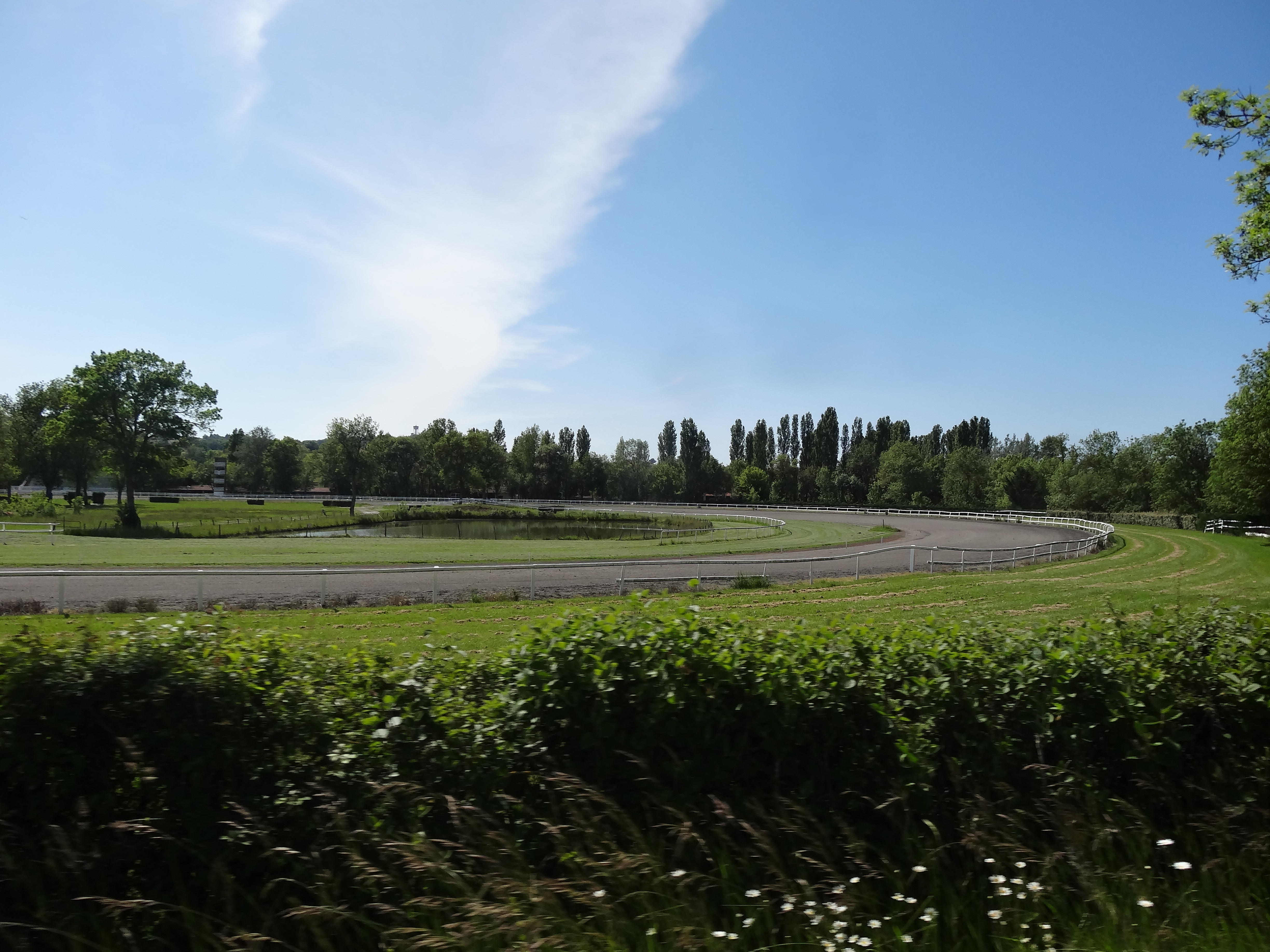
Virage nord de l'hippodrome de Baron en 2021.

- Hippodrome de Baron. Il s'étend majoritairement sur la commune, seule la partie sud est située sur la commune de Castéra-Verduzan.

## Économie

### Revenus
En 2018  (données Insee publiées en septembre 2021), la commune compte 72 ménages fiscaux, regroupant 163 personnes. La médiane du revenu disponible par unité de consommation est de 18 040 € (20 820 € dans le département).

### Emploi
|                | 2008  | 2013  | 2018  |
| -------------- | ----- | ----- | ----- |
| Commune        | 5,1 % | 2 %   | 5,8 % |
| Département    | 6,1 % | 7,5 % | 8,2 % |
| France entière | 8,3 % | 10 %  | 10 %  |

En 2018, la population âgée de 15 à 64 ans s'élève à 85 personnes, parmi lesquelles on compte 74,4 % d'actifs (68,6 % ayant un emploi et 5,8 % de chômeurs) et 25,6 % d'inactifs,. Depuis 2008, le taux de chômage communal (au sens du recensement) des 15-64 ans est inférieur à celui de la France et du département.
La commune est hors attraction des villes,. Elle compte 35 emplois en 2018, contre 30 en 2013 et 36 en 2008. Le nombre d'actifs ayant un emploi résidant dans la commune est de 62, soit un indicateur de concentration d'emploi de 55,7 % et un taux d'activité parmi les 15 ans ou plus de 47,6 %.
Sur ces 62 actifs de 15 ans ou plus ayant un emploi, 31 travaillent dans la commune, soit 49 % des habitants. Pour se rendre au travail, 77,8 % des habitants utilisent un véhicule personnel ou de fonction à quatre roues et 22,2 % n'ont pas besoin de transport (travail au domicile).

### Activités hors agriculture
10 établissements sont implantés  à Larroque-Saint-Sernin au 31 décembre 2019.
Le secteur de l'industrie manufacturière, des industries extractives et autres est prépondérant sur la commune puisqu'il représente 40 % du nombre total d'établissements de la commune (4 sur les 10 entreprises implantées  à Larroque-Saint-Sernin), contre 12,3 % au niveau départemental.

### Agriculture
La commune est dans le Ténarèze, une petite région agricole occupant le centre du département du Gers, faisant transition entre lʼAstarac “pyrénéen”, dont elle est originaire et dont elle prolonge et atténue le modelé, et la Gascogne garonnaise dont elle annonce le paysage. En 2020, l'orientation technico-économique de l'agriculture  sur la commune est la polyculture et/ou le polyélevage.
|               | 1988  | 2000  | 2010  | 2020  |
| ------------- | ----- | ----- | ----- | ----- |
| Exploitations | 34    | 24    | 23    | 25    |
| SAU (ha)      | 1 386 | 1 277 | 1 297 | 1 519 |

Le nombre d'exploitations agricoles en activité et ayant leur siège dans la commune est passé de 34 lors du recensement agricole de 1988  à 24 en 2000 puis à 23 en 2010 et enfin à 25 en 2020, soit une baisse de 26 % en 32 ans. Le même mouvement est observé à l'échelle du département qui a perdu pendant cette période 51 % de ses exploitations,. La surface agricole utilisée sur la commune a quant à elle augmenté, passant de 1 386 ha en 1988 à 1 519 ha en 2020. Parallèlement la surface agricole utilisée moyenne par exploitation a augmenté, passant de 41 à 61 ha.

## Culture locale et patrimoine

### Lieux et monuments

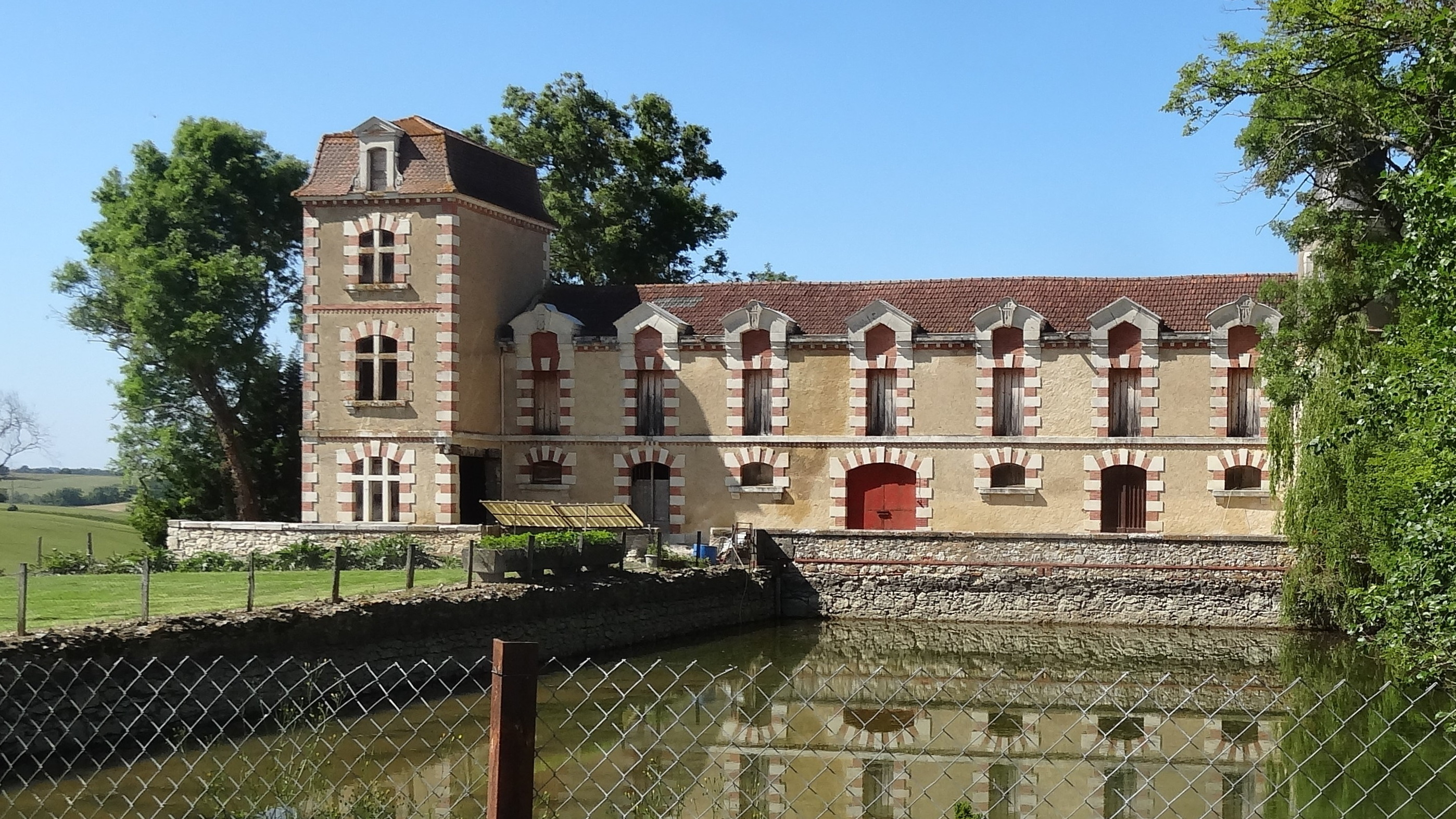
Le château de Macary en 2021.

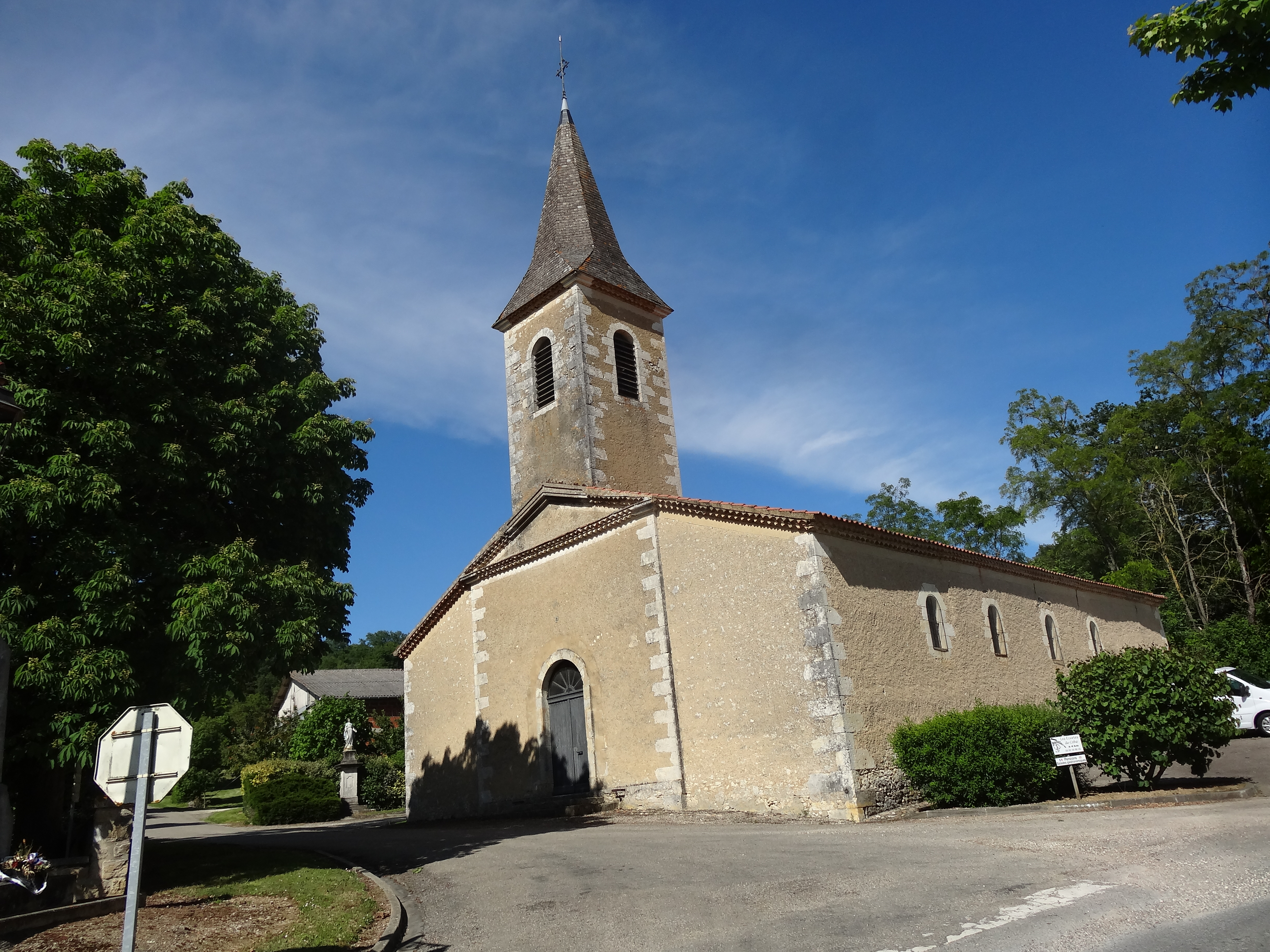
L’église.

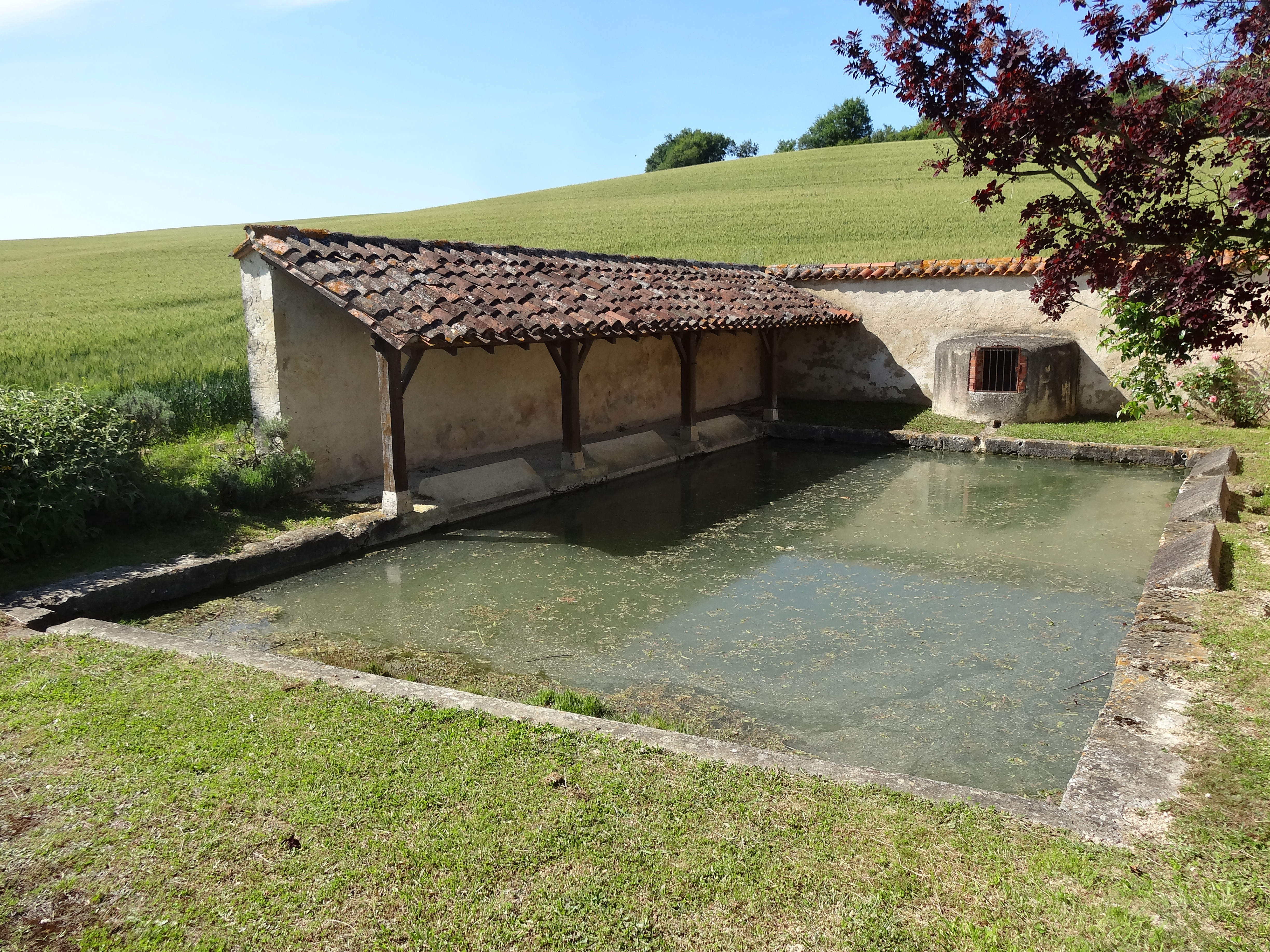
Le lavoir à l'entrée du village.

- Château de Macary ;
- Église Saint-Sernin ;
- Lavoir.

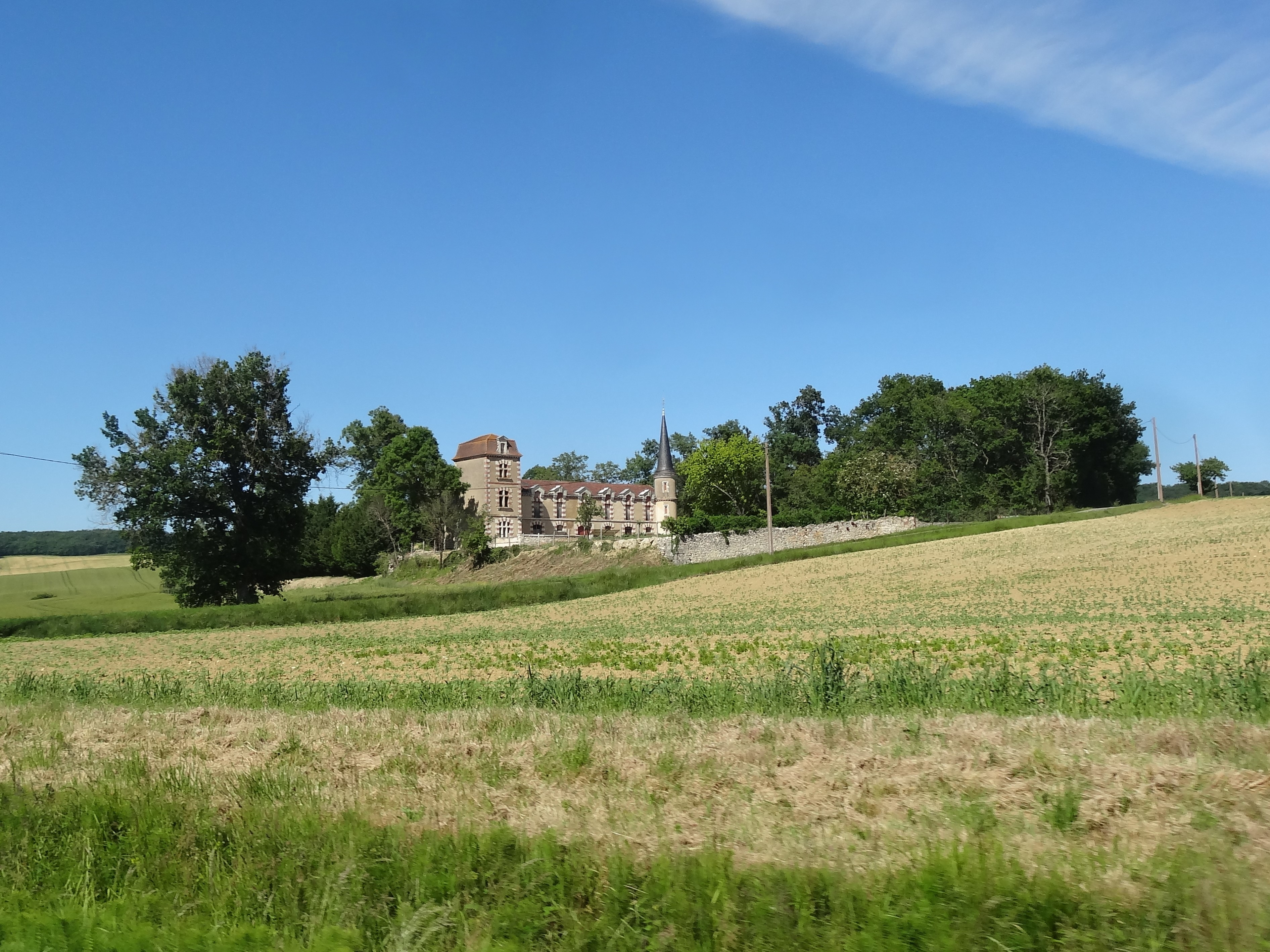
Autre vue du château.
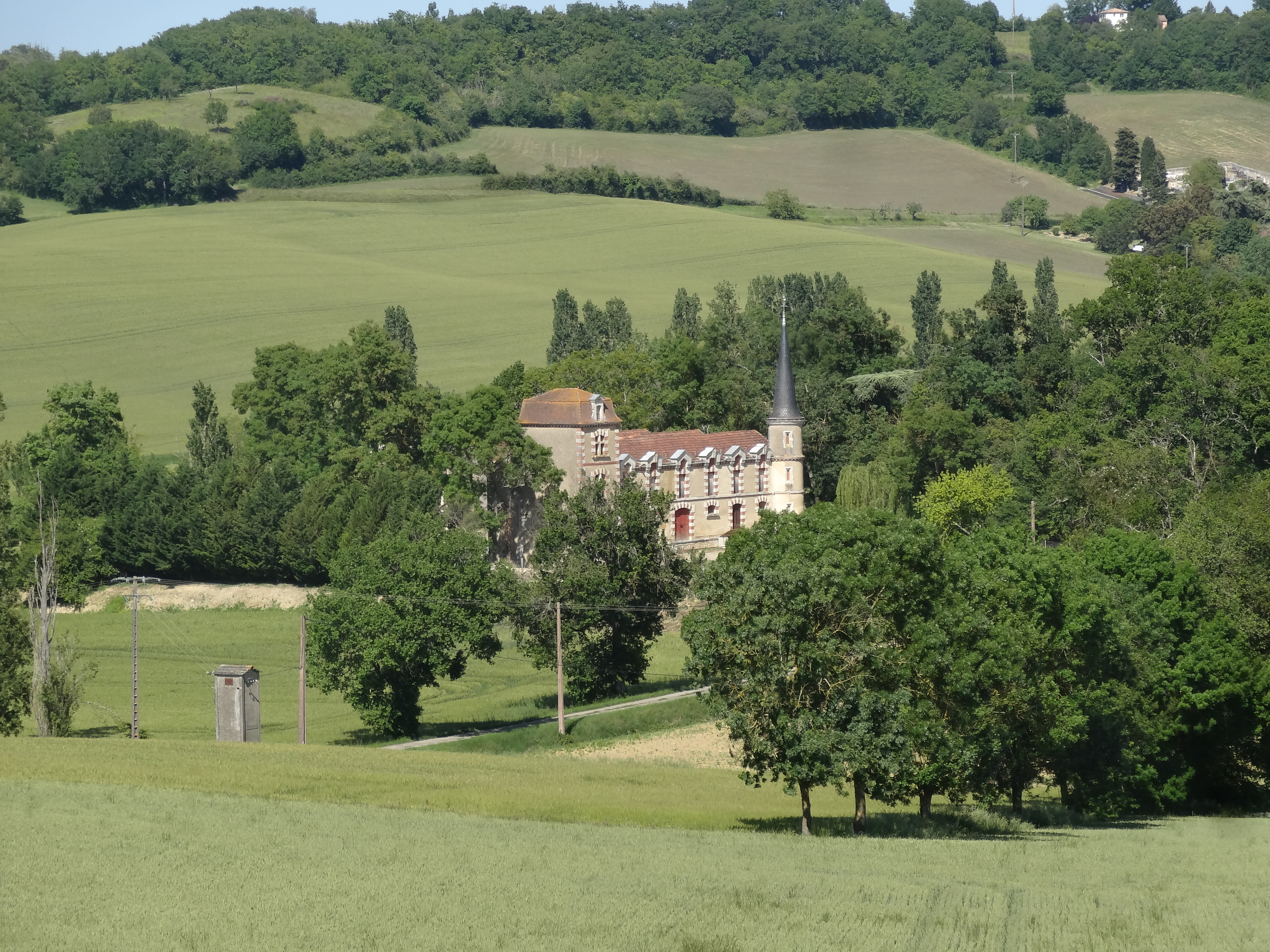
Le château dans son environnement.
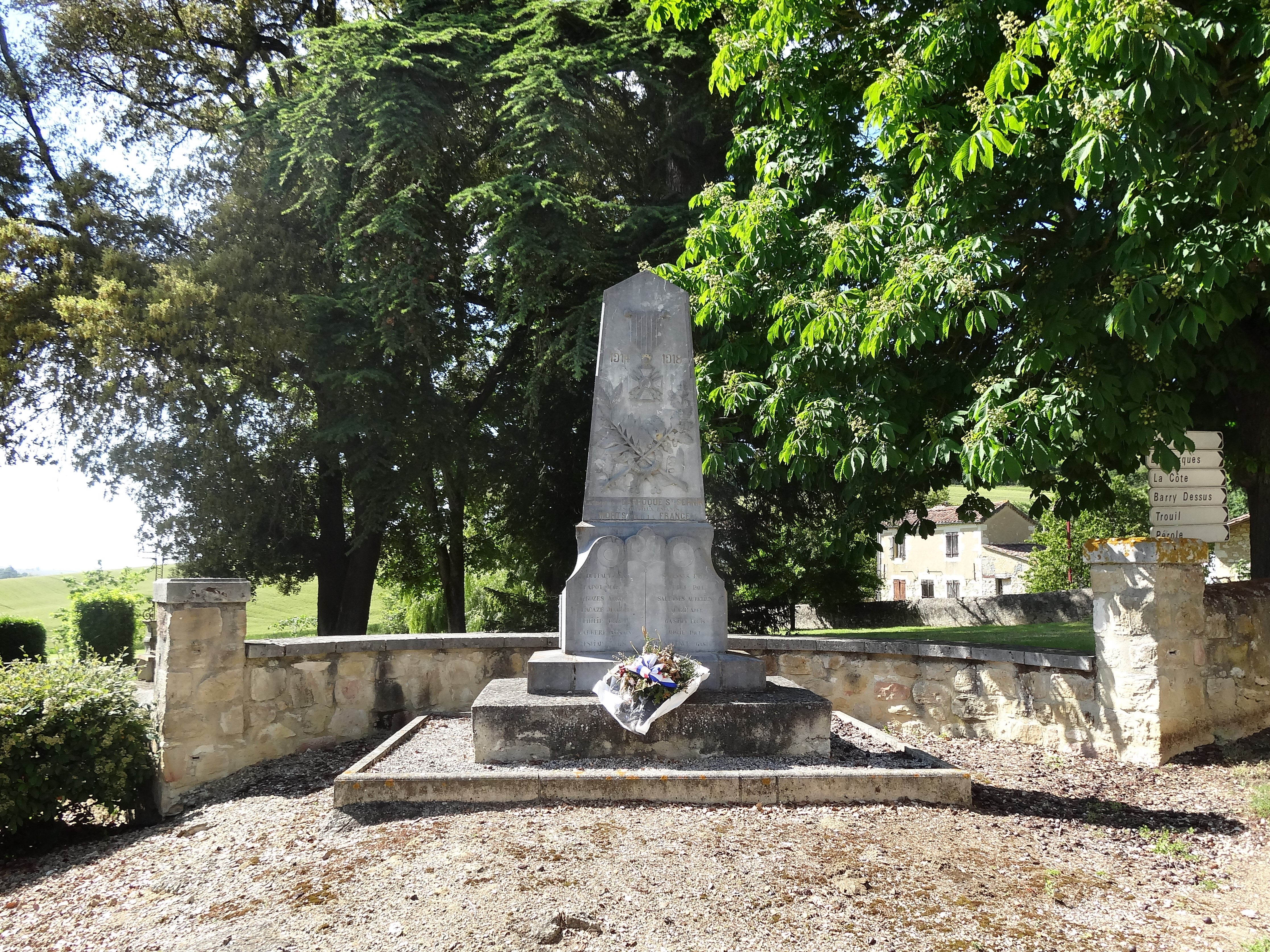
Monument aux morts.
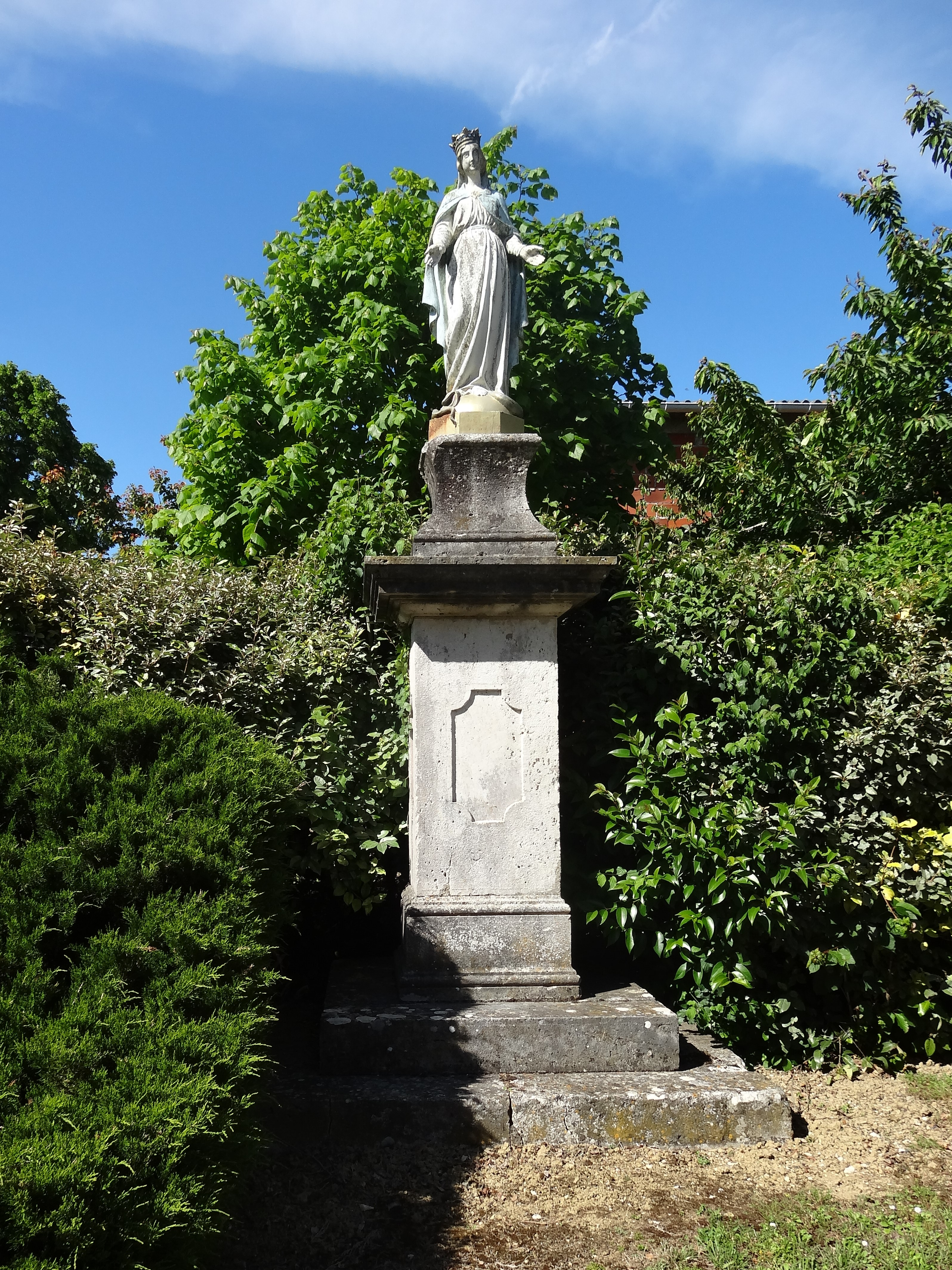
Statue Ave Maria.
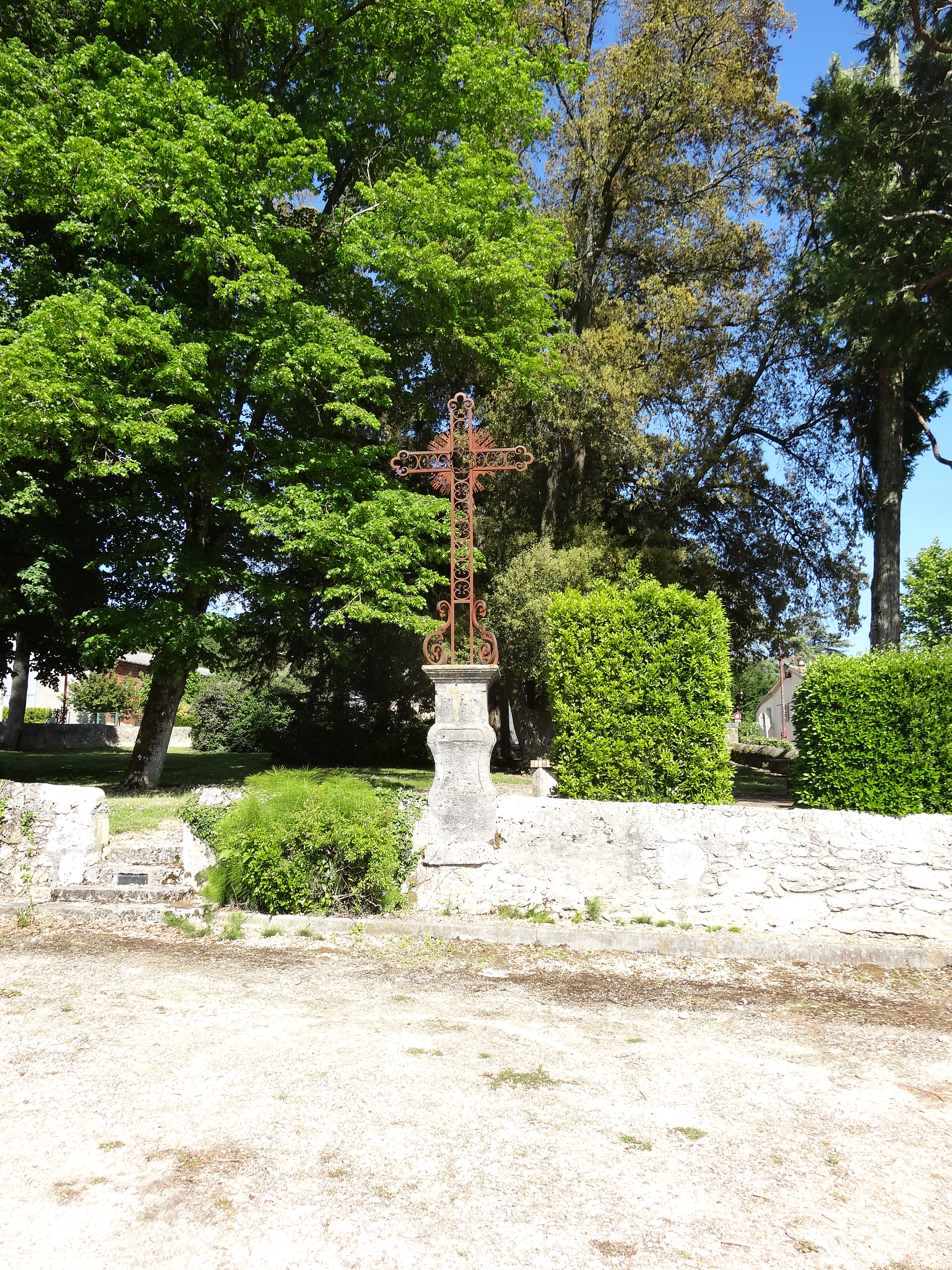
Croix.
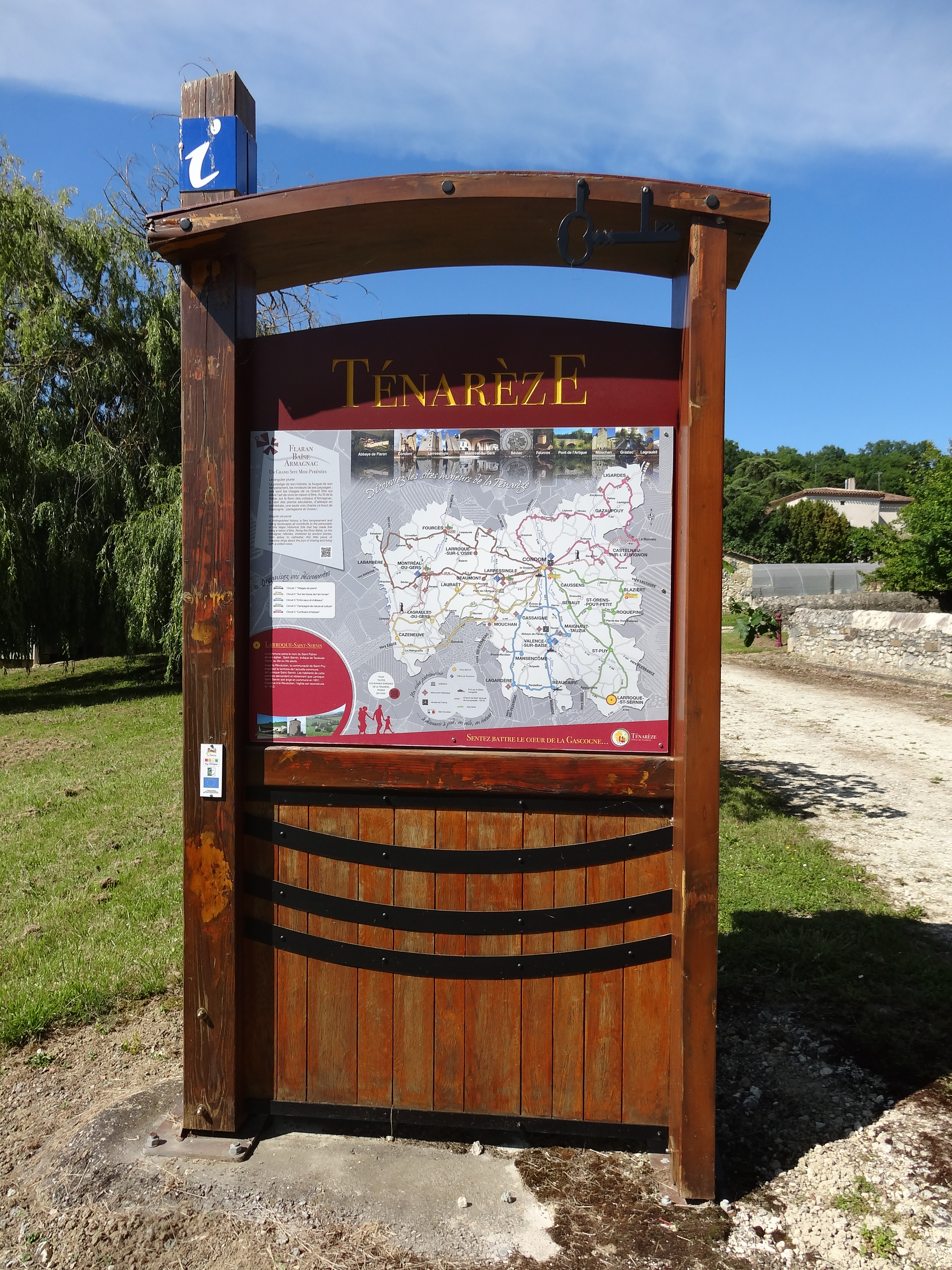
Panneau explicatif.
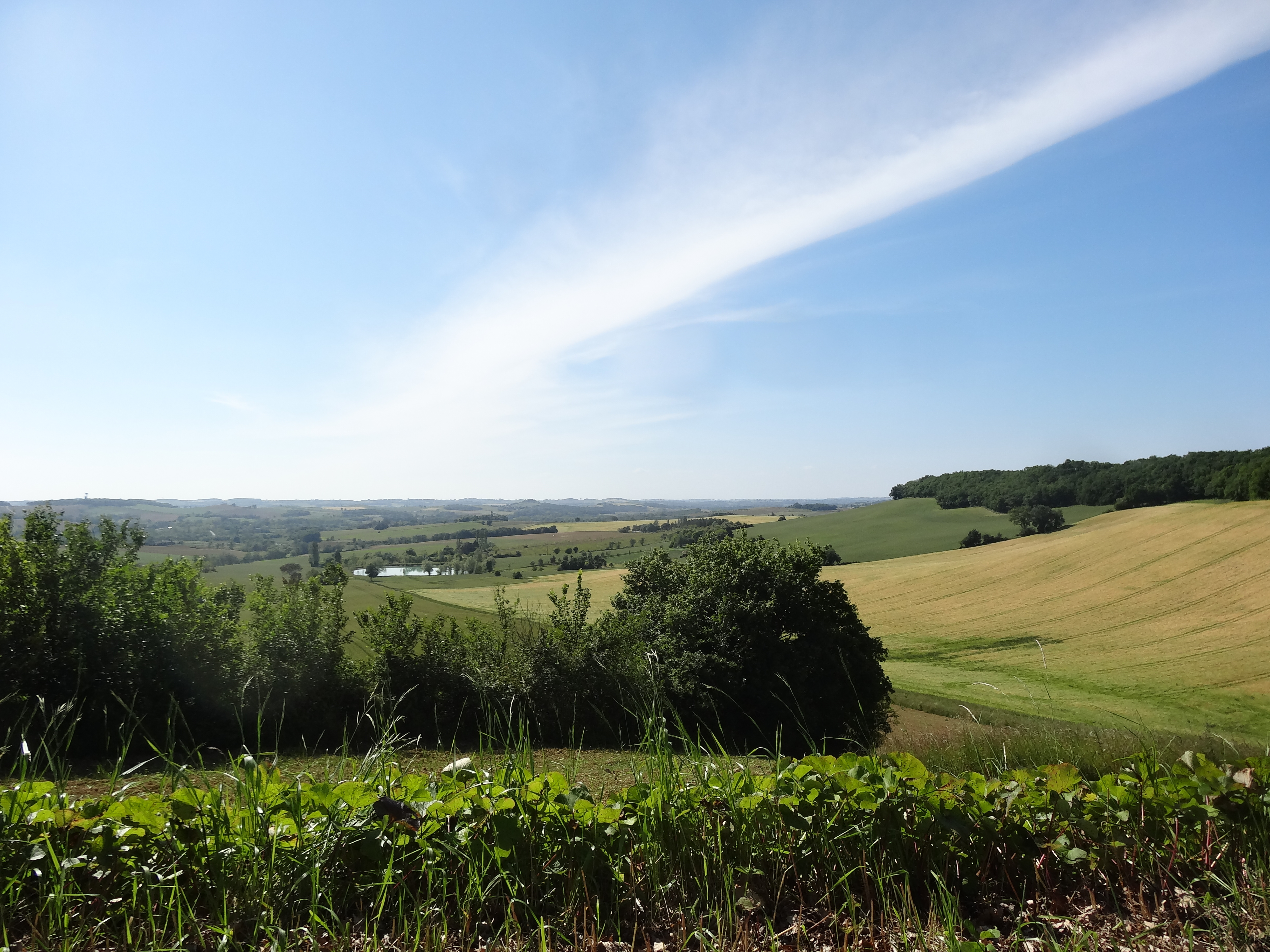
Point de vue.
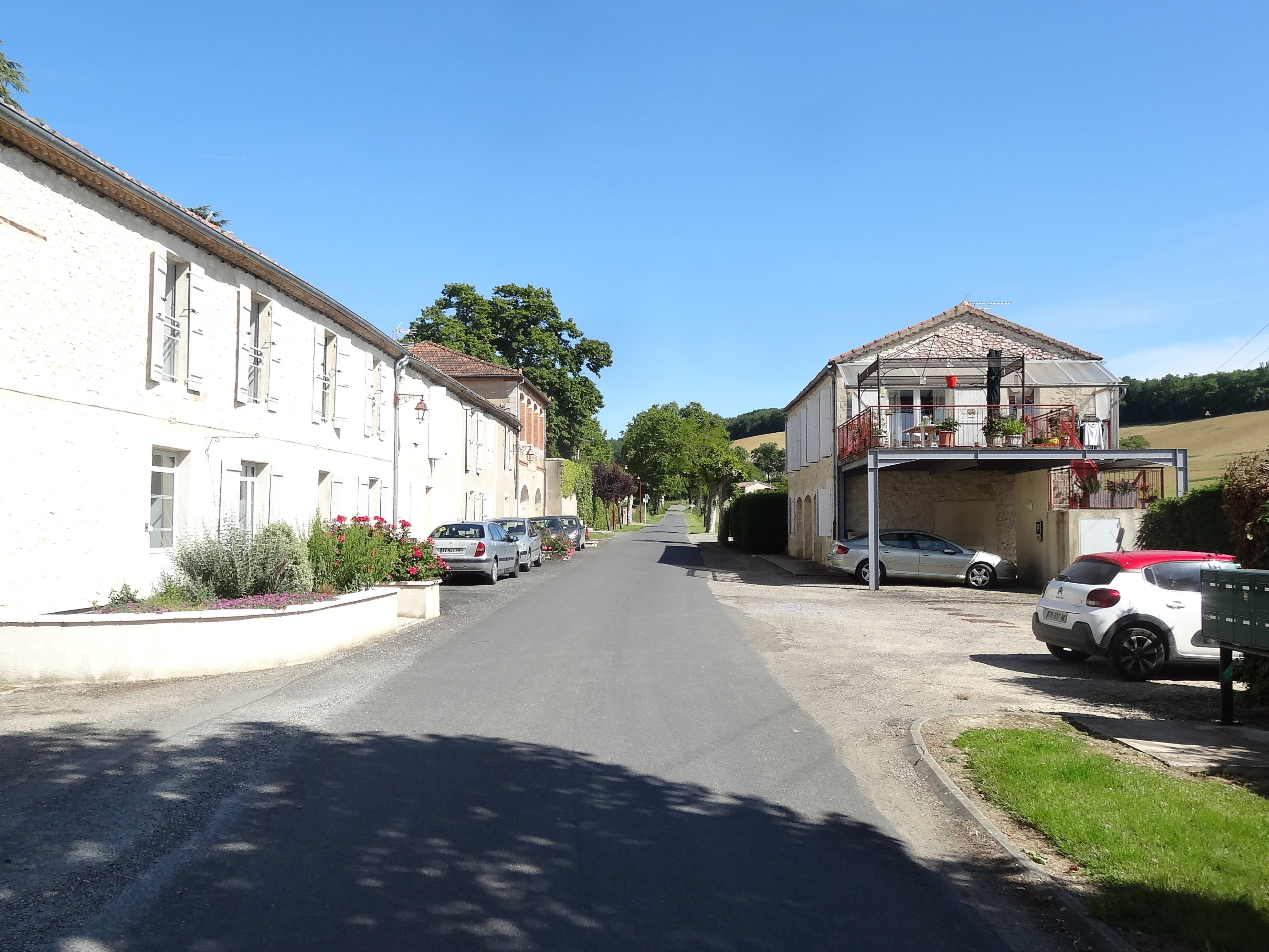
Rue principale du village.
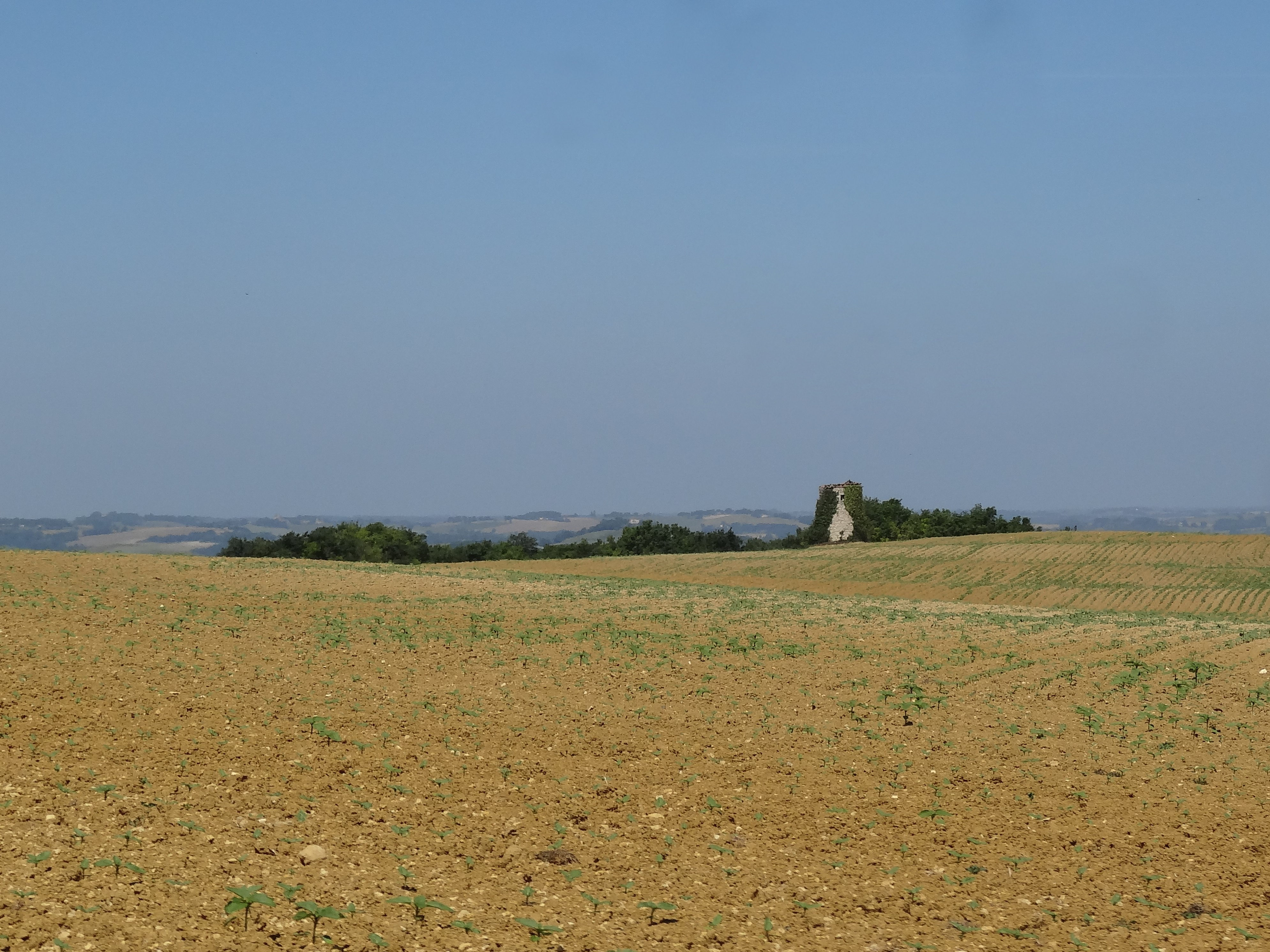
Moulin situé sur les hauteurs de la commune.